# 李益 (景泰進士)
李益（1425年—？），字景賢，陝西西安府長安縣人，民籍，明朝政治人物。進士出身。

## 生平
陝西鄉試第三十七名。景泰五年（1454年）甲戌科會試第一百二十三名，殿試登進士第三甲第十四名。

## 家族
曾祖父李均彥，贈通政司通政使。祖父李財甫，贈通政司通政使。父亲李暹，曾任戶部左侍郎。